# Oiry
Oiry é um pequeno município do departamento Marne, na região de Grande Leste, no norte da França.

## Geografia
O município de Oiry se encontra rodeado de Mareuil-sur-Ay ao norte, Bisseuil e Tours-sur-Marne ao nordeste, Plivot ao leste, Les Istres-et-Bury e Flavigny ao sudeste, Flavigny ao sul, Avize, Craman et Cuis ao sudoeste, Chouilly ao oeste e Ay ao noroeste.